# Озёровка (Оренбургская область)
Озёровка — посёлок в составе городского округа город Бугуруслан Оренбургской области России.

## География
Расположен на берегу старицы реки Большой Кинель, в 10 км к западу от центра городского округа — города Бугуруслан, ближайшая железнодорожная станция — разъезд Савруха, в 1 км к югу.

## Население
| 2010 |
| ---- |
| 216  |

Национальный состав
По данным Всероссийской переписи населения 2010 года:
| № | Национальность | Численность, чел. | Доля   |
| - | -------------- | ----------------- | ------ |
| 1 | русские        | 123               | 57,0 % |
| 2 | турки          | 48                | 22,2 % |
| 3 | мордва         | 13                | 6,0 %  |
| 4 | татары         | 10                | 4,6 %  |
| 5 | другие         | 22                | 10,2 % |